# قائمة ملوك البرتغال والغرب
ملك البرتغال حكم مملكة البرتغال ومستعمراتها منذ عام 1139 إلى انهيار الملكية البرتغالية وإنشاء الجمهورية البرتغالية مع ثورة 5 أكتوبر 1910.
خلال السنوات الماضية ما يقرب 800 سنة التي كانت البرتغال ملكية، إنشاء ملوك مختلف الألقاب والشعارات الأخرى، اثنين من ملوك البرتغال وفرديناند الأول وأفونسو الخامس ادعوا أيضا تاج قشتالة، وعندما جاء آل هابسبورغ إلي السلطة أصبح أيضا ملوك إسبانيا ونابولي، وجلب بيت براغانزا العديد من الألقاب البرتغالية لـ ولي العهد بما في ذلك أمير البرازيل وأمير بيرا وأمير الملكي للبرتغال وأيضا ملك البرازيل ثم إمبراطور البرازيل.
بعد زوال النظام الملكي البرتغالي في عام 1910، البرتغال استعادة تقريباً الملكية في ثورة المعروفة تاريخياً بـ الملكية في الشمال، على الرغم من محاولة استعادة إلا أنها استمر شهراً واحداً فقط قبل زوالها، ومع موت مانويل الثاني وميغيلية هم فرع من فروع بيت براغانزا اصبحوا مدعيون العرش البرتغالي، والحكومة البرتغالية الحالية تعترف على أن الممثل الحالي لـ بيت براغانزا هو دوارتي بيو، دوق براغانزا، هو الوريث الشرعي لملوك البرتغال، ولكنها تعترف له فقط كـ دوق براغانزا وليس كـ ملك.
جاء ملوك البرتغال من سلف واحد أفونسو أنريكي الأول باستثناء في بعض الأحيان، مما أدى إلى تنوع الأسر المالكة التي حكمت البرتغال على مدى قرون وعلى الرغم من وجود نسل مشترك بينهم من خط الذكور.
وهذه الأسر هي:-
- بيت بورغندي (1143-1383)
- بيت أفيس (1385-1581)
- بيت هابسبورغ (1581-1640)
- بيت براغانزا (1640-1910)
- بيت براغانزا-ساكس كوبرغ وغوتا (1853-1910) المتنازع عليها.

وصل عددهم إلى 36 ملكاً حكم البلاد لمدة 8 قرون، وبعض المؤرخين يقولون حكمها 37 هو أنتوني قبل كراتو الذي يعتبره البعض الملك الثامن عشر والبعض الأخر لايعتبره ملكاً لأنه حكم البلاد لمدة عشرين يوماً وثم كون حكومة المعارضة لمدة ثلاث سنوات ضد فيليب الأول ملك البرتغال، وأثنان من ملوك واصبحوا ملوك مشتركون مع زوجاتهم الملكات هما بيدرو الثالث الذي كان زوج ماريا الأولى وأيضا عمها أصرت الملكة على تتويج زوجها، وفرناندو الثاني ملك البرتغال هو الزوج الثاني لـ ماريا الثانية أصبح ملك مشترك بقرار من الحكومة بعد انجاب ابن عام 1837.

## أسرة بورغندي (1139-1383)
بيت بورغندي هو أحد فروع سلالة الكابيتيون وتسمى أيضا بـسلالة ألفونسو وهذا بيت هو مؤسس مملكة البرتغال وحكم قبل ذلك كونتية البرتغال (1096-1139)، دخلت في علاقات مع الكنيسة وكانت هذه العلاقات تحسن تارة ومتواترة تارة حتى وصلت إلى حد حرمان ألفونسو الثاني كنيساً ولكنها تحسنت في عهد ابنه أفونسو الثالث، وكان هدف الأسرة في البداية هو التوسع نحو الجنوب هنالك أمارات الإسلامية واستطاعوا تحرير معظمها بين عامي (1189-1191) واصبحوا يطلقوا على أنفسهم ملوك شلب ولكنها سقطت في أيدي المسلمين مرة أُخرى، ولكن عام 1249 استطاعوا دحر المسلمين من الجنوب واصبحوا يطلقوا على أنفسم ملوك الغارف، وبعد ذلك أتجهوا نحو رسم حدود دولتهم مع دول المجاورة مما أدى بعض أحيان إلى صراع حدودي وخاصة مع قشتالة، وفي أواخر القرن الرابع عشر بدأت أطماع القشتاليين والبرتغاليون في توحيد البلاد كلا منهما تحت إمرته وكان هذا في عهدي خوان الأول ملك قشتالة  وفرناندو الأول ملك البرتغال إلا أن الصراع أنتهى بزواج خوان من ابنة الوحيدة فرناندو بياتريس بشهور قبيل وفاته، توفي ملك البرتغال في أكتوبر 1383 مما أسعد خوان في أن يصبح ملك البرتغال فتولى الملكة الأم الوصاية على ابنتها البالغة العاشرة من العمر ولكن هذا القرار لم يرضى ملك قشتالة، ولكن حدث الأحداث هام في البرتغال أدى إلي أزمة خلافة وانتهى بهزيمة القشتاليين واصبح جواو، فارس أفيس ملكاً على البرتغال.
| الأسم                                | تولى العرش                    | ملاحظة                                                                          | البيت الملكي | الصورة |
| ------------------------------------ | ----------------------------- | ------------------------------------------------------------------------------- | ------------ | ------ |
| أفونسو الأول البرتغالية: Afonso I    | 25 يوليو 1139-6 ديسمبر 1185   | هو أول ملك لبرتغال أيضا هو ابن هنري كونت البرتغال                               | بيت بورغندي  |        |
| سانشو الأول البرتغالية: Sancho I     | 6 ديسمبر 1185- 26 مارس 1212   | وأيضا هو ملك شلب الجنوبية (1189-1191) هو ابن ألفونسو الأول                      | بيت بورغندي  |        |
| أفونسو الثاني البرتغالية: Afonso II  | 26 مارس 1212- 25 مارس 1223    | تم حرمانه كنسياً ابن سانشو الأول                                                 | بيت بورغندي  |        |
| سانشو الثاني البرتغالية: Sancho II   | 26 مارس 1223- 4 ديسمبر 1247   | ابن ألفونسو الثاني                                                              | بيت بورغندي  |        |
| أفونسو الثالث البرتغالية: Afonso III | 4 يناير 1248- 16 فبراير 1279  | هو أول من استخدم اللقب ملك البرتغال والغرب منذ عام (1249) هو ابن ألفونسو الثاني | بيت بورغندي  |        |
| دينيس الأول البرتغالية: Dinis I      | 16 فبراير 1279- 7 يناير 1325  | ابن ألفونسو الثالث                                                              | بيت بورغندي  |        |
| أفونسو الرابع البرتغالية: Afonso IV  | 7 يناير 1325- 28 مايو 1357    | ابن دينيس                                                                       | بيت بورغندي  |        |
| بيدرو الأول البرتغالية: Pedro I      | 28 مايو 1357- 18 يناير 1367   | هو ابن ألفونسو الرابع                                                           | بيت بورغندي  |        |
| فرناندو الأول البرتغالية: Fernando I | 18 يناير 1367- 22 أكتوبر 1383 | هو ابن بيدرو الأول                                                              | بيت بورغندي  |        |

### أزمة الخلافة
توفى فرناندو الأول ملك البرتغال في أكتوبر عام 1383 مما أتاح في أن يصبح صهره خوان الأول ملك قشتالة ملك البرتغال من خلال زوجته بياتريس ولكن الملكة الأم وزوجة فرناندو ليونورا تيليس دي مينيزيس أصبحت وصية العرش وهذا لم يرضى ملك قشتالة فاصبحت تحكم البلاد مع عشقيها جواو فرنانديز، كونت أوريم هذا اغضب نبلاء البرتغال مما أدى في نهاية المطاف إلى مقتل عشقيقها على يد جواو، فارس أفيس فاستنجدت بصهرها الذي قاد جيشه نحو البرتغال مراد احتلالها وأرجاع حكم إليه ولكن هذه أزمة لم تكن في يده بل أصبح فارس أفيس في نهاية المطاف ملك البرتغال، بعد هزيمته في معركة ألجوباروتا في 14 أغسطس 1385 وبذلك أنتهت أحلام توحيد.
| الأسم                    | تولى العرش | ملاحظة                                       | البيت الملكي | الصورة |
| ------------------------ | ---------- | -------------------------------------------- | ------------ | ------ |
| ليونورا تيليس دي مينيزيس | 1383       | تولى الوصاية على ابنتها بياتريس              | مينيزيس      |        |
| جواو، فارس أفيس          | 1383-1385  | تولى الوصاية وانهى الصراع في البلاد بانتصاره | أسرة بورغندي |        |

## أسرة أفيس (1580-1385)
أصبح جواو، فارس أفيس ملك البرتغال في عام 1387 وتحالف مع إنجلترا تعتبر من أقدم أحلاف التاريخية في أوروبا حيث كانت إنجلترا لها أفضل في كثير من الأحداث التي جرت في البرتغال مستقبلاً، وتم زواجه من فيليبا لانكاستر حفيدة ملك السابق لإنجلترا إدوارد الثالث ملك إنجلترا وكانت فيليبا امرأة متعلمة وقوية ولها أُثر على كلا البلاطين، وكانت هي الرأس المدبرة لغزو سبتة وبهذا الغزو عام 1415 أصبحت البلاد هي أول إمبراطورية حديثة تحتل خارج أوروبا فيما يعرف تاريخيا بــ«الإمبراطورية البرتغالية» (1999-1415) ولكن توفيت بشهور قبيل الغزو حيث أنها أوصت جميع أبنائها بمساندة والدهم في الغزو.
طالب ألفونسو الخامس بالعرش قشتالة من خلال زوجته خوانا التي هي ابنة جوان وإنريكي الرابع ولكن الملكان الكاثوليكيان انتصروا في النهاية بعد أن طعنه الفرنسيين وأيضا أُعلن ابنه جواو نفسه ملك البرتغال ولكن هذا لم يستمر أكثر من أسبوعين واستمر كذلك حتى وفاته، فــ«جواو الثاني» حدا من سلطة النبلاء البرتغال الذين تمتعوا بسلطات خلال عهد والده إما باعدام أو النفي أو بالطاعة، وفي أواخر عهده تم تقسيم العالم في 7 يونيو 1494 بينه وبين القشتاليين، خلفه ابن عمه مانويل الأول الذي يعتبر من أعظم ملوك البرتغال حيث اتسع الإمبراطورية في عهده وعهد ابنه اتساعاً لم يشهد لم مثيل، وبعد هبوب الضعف صبت على الإمبراطورية عند وفاة سبستيان الأول عام 1578 وبعد عامين أي عام 1580 دخلت البرتغال في أزمة خلافة فيما يعرف تاريخياً بـ«أزمة خلافة البرتغالية (1580)» وخرجت أسرة هابسبورغ هي المنتصرة في أخر المطاف تم تحقيق الأحلام لتوحيد التي بدأت منذ أواخر القرن الرابع عشر فيما عرف تاريخياً بـ«أزمة 1383-1385».
| الأسم                                   | تولى العرش          | ملاحظة                                                           | البيت الملكي | الصورة |
| --------------------------------------- | ------------------- | ---------------------------------------------------------------- | ------------ | ------ |
| جواو الأول البرتغالية: João I           | 1385-1433           | ابن بيدرو الأول (غير شرعي) في عهده تكونت الإمبراطورية البرتغالية | أسرة أفيس    |        |
| دوارتي الأول البرتغالية: Duarte I       | 1433-1438           | ابن جواو الأول                                                   | أسرة أفيس    |        |
| أفونسو الخامس البرتغالية: Afonso V      | 1438-1477 1477-1481 | ابن دوراتي الأول مطالب بتاج قشتالة (1475-1477)                   | أسرة أفيس    |        |
| جواو الثاني البرتغالية: João II         | 1477 1481-1495      | ابن ألفونسو الخامس في عهده تم تقسيم العالم                       | أسرة أفيس    |        |
| مانويل الأول البرتغالية: Manuel I       | 1495-1521           | حفيد دوراتي الأول من أعظم ملوك البرتغال                          | أسرة أفيس    |        |
| جواو الثالث البرتغالية: João III        | 1521-1557           | ابن مانويل الأول من أعظم ملوك البرتغال                           | أسرة أفيس    |        |
| سيباستياو الأول البرتغالية: Sebastião I | 1557-1578           | حفيد جواو الثالث بوفاته ضغفت البرتغال نسبياً                      | أسرة أفيس    |        |
| هنريك الأول البرتغالية: Henrique I      | 1578-1580           | ابن مانويل الأول وبوفاة دخلت البلاد أزمة الخلافة                 | أسرة أفيس    |        |

### مدعيون
توفى سبستيان الأول في معركة القصر الكبير عام 1578 أعزباً، وبهكذا انقرض نسل جواو الثالث ذكوراً وإثاناً، وخلفها عمه الأكبر الكاردينال هنريك كان قد شغل هنريك فيما سبق منصب الوصاية على الملك الصغير بعد وفاة زوجة أخيه كاثرين من النمسا كان فور توليه السلطة أراد تخلي عن أمورها دينية وسعي لاتخذ زوجة للاستمرار أسرة أفيز ولكن البابا غريغوري الثالث عشر لم يعطه الأذن في ذلك، فتوفي في 31 يناير تاركاً البلاد خلفه دون تعين خليفته مما ادخلا البلاد في أزمة الخلافة وهي ثانية من نوعها في البرتغال فتم ترتيب الخلفاء حسب العرف الإقطاعي إلى خمسة من أحفاد مانويل الأول ملك البرتغال ولكن حفيده من ابنه انفانتي لويس كسر هذا القاعدة على رغم من أنه من نسل الذكور إلا أنه كان غير شرعي، واعلن نفسه ملكاً باسم أنتوني الأول كان يُشابه ادعوه بادعياء جده الأكبر جواو الأول لكنه حكم لمدة تترواح مابين 20-30 يوماً بعد هزيمته أمام الأجانب هابسبورغ كون حكومة المعارضة في إحدى جرز الأزور حتى عام 1583 ثم ذهب إلى فرنسا وبقي فيه حتى وفاته، وإما فيليب الثاني أعلن اسمه ملك البرتغال رسمياً عام 1581 وضمها مع إسبانيا في اتحاد شخصي فيما عرف تاريخياً بــ«الاتحاد الإيبيري».
| الأسم                              | تولى العرش | ملاحظة                                     | البيت الملكي  | الصورة |
| ---------------------------------- | ---------- | ------------------------------------------ | ------------- | ------ |
| أنتوني الأول البرتغالية: António I | 1580       | حفيد مانويل الأول استمر حكومته أقل من شهراً | أسرة أفيس     |        |
| فيليبي الأول البرتغالية: Filipe I  | 1580-1581  | حفيد مانويل الأول                          | أسرة هابسبورغ |        |

## أسرة هابسبورغ (1640-1581)
أصبح فيليب الثاني ملك إسبانيا رسمياً ملك البرتغال في عام 1581. وبه بدأت سلالة الفيليبيين حيث أنه حفيد مانويل الأول من ابنته انفانتا إيزابيلا إذ له رابطة دم مع أسرة أفيس وكان ترتيبه الثالث حسب قاعدة العرف الإقطاعي بعد أبناء (ماريا من البرتغال، دوقة بارما وأختها كاترين، دوقة براغانزا ) ولكن أنتوني، قبل كراتو كسر القاعدة مما جهز فيليب جيشوه للاحتلال البرتغال حيث حقق انتصارات هناك واعلن ضم البرتغال رسمياً في أطار الاتحاد الإيبيري (1581-1640).
استطاعت البرتغال أخذ استقلالها عام 1656 باعتراف رسمي من ملك إسبانيا ولكن جرت سلسلة من الأحداث الهامة في البرتغال مع دخول القرن السابع عشر حيث انهك هذا الأتحاد البرتغال معنوياً ومادياً واصبحت الإمبراطورية أسرة أفيس في انهيار واحدة تلو الأخرى، بسبب سطو دولة أخرى على وشك الأستقلال ونهوض بـ إمبراطوريتها العظمى ألا وهي هولندا استطاع الهولنديين بناء إمبراطوريتهم على حساب بعض المستعمرات البرتغالية المنهكة عسكرياً ومادياً حيث خرجت البرتغال عام 1640 حتى 1665 فقيدة نصف من مساحتها الخضراء لصالح الهولنديين والأسبان، واستقلت البرتغال باعلان من جواو الثاني، دوق براغانزا الذي يقل أنه ورث إدعيات جدته كاترين، دوقة براغانزا وكان هذا بالأفضل زوجته.
| الأسم                                | تولى العرش | ملاحظة                                            | البيت الملكي  | الصورة |
| ------------------------------------ | ---------- | ------------------------------------------------- | ------------- | ------ |
| فيليبي الأول البرتغالية: Filipe I    | 1581-1598  | حفيد مانويل الأول                                 | أسرة هابسبورغ |        |
| فيليبي الثاني البرتغالية: Filipe II  | 1598-1621  | ابن فيليبي الأول                                  | أسرة هابسبورغ |        |
| فيليبي الثالث البرتغالية: Filipe III | 1621-1640  | ابن فيليبي الثاني في عهد استقلت البرتغال عام 1665 | أسرة هابسبورغ |        |

## أسرة براغانزا (1853-1640)
أعلن جواو الثاني دوق براغانزا استقلال البرتغال في 1 ديسمبر 1640 عن إسبانيا حيث ورث إدعيات جدته كاترين وذلك من خلال زوجته لويزا دي غوزمان التي قالت (اتمنى أن أكون ملكة ليوماً واحد خير لي دوقة طوال حياتي) وأدى اعترف إسبانيا باستقلال البرتغال عام 1668 بتنازل البرتغال عن سبتة في عهد أفونسو السادس الذي كان يعاني من مشاكل عقلية لهذا الملكة الأم شغلت منصب الوصاية حتى طردها وتولى الوصاية أخوه انفانتي بيدرو دوق بيجا نفى الملك إلى إحدى جرز البرتغالية إلى أن توفي في 1683 واصبح الوصي ملكاً، وفي عام 1750 تولى جوزيه الأول الحكم إلا أن السلطة الفعلية في يد ماركيز دي بومبال الذي تولى إعمار لشبونة بعد أن أصابها زلزال لشبونة عام 1755 وخلفته ابنته ماريا الأولى الذي نصبت عمها الذي هو زوجها ملكاً معها فحدت من سلطة بومبال ولكن أصابها الجنون مما حدا من سلطته إلى تم إعفائها من الحكم 1792 وتولى ابنها جواو، أمير البرازيل الوصاية عليها، وفي عام 1801 بدأت الحروب النابليونية واصبح البرتغال مهددة للاحتلال بسبب دعمها لبريطانيين وفي أواخر عام 1807 بعد احتلال إسبانيا أصبحت الجيوش النابليونية والإسبانية على قرابة الوصول من لشبونة قرر الوصي بعد تردد كثير الفرار إلى البرازيل واصبحت البرتغال الإستعمارية تدير حكومته من مستعمرتها الكبرى وهي الحالة الوحيدة في أوروبا التي تدير دولة من مستعمراتها، وتم رفع وضع البرازيل إلى مملكة ليصبح اسم الدولة الجديدة المملكة المتحدة لبرتغال والبرازيل والغرب عام (1826-1816) حيث انتهى هذا الوضع باستقلال البرازيل وبوفاة الملك جواو السادس، خلف جواو السادس ابنه إمبراطور البرازيل شهوراً فقط حيث قام بتنصيب ابنته الكبرى ملكةً على البرتغال وأرجع أخوه ميغيل الذي كان منفياً في النمسا بسبب التمرد على أبيه عام 1824 بدعم من الملكة كارلوتا خواكينا بشروط من إمبراطور أي الزواج من ابنته وأن يكون الوصي عليها وافق انفانتي عليها ولكنه لم يكثرت على شروط أخيه لمدة طويلة سرعان ما أعلن نفسه ملكاً على البرتغال عام 1828 بعد نزول المتظاهرين في الساحات يؤيدون بأن يكون ملكاً عليهم، نفى ابنة أخيه وحكومته الليبرالية نحو جرز الأزور ولكن بيدرو الأول إمبراطور البرازيل لم يوافق علي هذا سرعان ما أعلن تنازله عن العرش لصالح ابنه الصغير عام 1831 وقاد جيوش المعارضة اللليبرالية ضد أخيه إلى أن حلفه النصر عام 1834 وتم توقيع إتفاقية إيفورا مونتي بتنازل ميغيل الأول عن الحكم وحصول ماريا على فسخ الزواج حيث تزوجت في عام 1835 من أمير إيطالي ولكن توفى قبل بلوغ العام من الزواج ثم تزوجت في عام 1836 من أمير ألماني من أسرة العريقة بيت ساكس كوبرغ وغوتا وفي العالم التالى أصبح ملكاً مشتركاً معها بعد انجاب وريثهما بيدرو، الأمير الملكي للبرتغال والغرب توفيت الملكة عام 1853 ورث بيدرو الأمير الملكي عروش آل براغانزا حيث تم تعديل أسم الأسرة المسمى إلى بيت براغانزا-ساكس كوبرغ وغوتا هو أخر البيوت المتعرف عليها في حكم لمملكة البرتغال (1139-1910).
| الأسم                                  | تولى العرش          | ملاحظة                                                                        | البيت الملكي         | الصورة |
| -------------------------------------- | ------------------- | ----------------------------------------------------------------------------- | -------------------- | ------ |
| جواو الرابع البرتغالية: João IV        | 1640-1656           | حفيد جواو الأول الأكبر اعلن استقلال البرتغال                                  | بيت براغانزا         |        |
| أفونسو السادس البرتغالية: Afonso VI    | 1656-1683           | ابن جواو الرابع في عهده تم اعترف باستقلال البرتغال بتنازل عن مدينة سبتة       | بيت براغانزا         |        |
| بيدرو الثاني البرتغالية: Pedro II      | 1706-1683           | ابن جواو الرابع                                                               | بيت براغانزا         |        |
| جواو الخامس البرتغالية: João V         | 1750-1706           | ابن بيدرو الثاني                                                              | بيت براغانزا         |        |
| جوزيه الأول البرتغالية: José I         | 1777-1750           | ابن جواو الخامس في عهده حدث زلزال لشبونة واصبحت السلطة في يد ماركيز دي بومبال | بيت براغانزا         |        |
| ماريا الأولى البرتغالية: Maria I       | 1816-1777           | ابنة جوزيه الأول اصابه الجنون، وفي عهدها تم غزو البرتغال                      | بيت براغانزا         |        |
| بيدرو الثالث البرتغالية: Pedro III     | 1786-1777           | ابن جواو الخامس وزوج ماريا الأولى                                             | بيت براغانزا         |        |
| جواو السادس البرتغالية: João VI        | 1826-1816           | ابن ماريا الأولى وبيدرو الثالث حكم في بداية عهده من ريو دي جانيرو في البرازيل | بيت براغانزا         |        |
| بيدرو الرابع البرتغالية: Pedro IV      | 1826                | ابن جواو السادس وأيضا إمبراطور البرازيل                                       | بيت براغانزا         |        |
| ماريا الثانية البرتغالية: Maria II     | 1828-1826 1853-1834 | ابنة بيدرو الرابع                                                             | بيت براغانزا         |        |
| ميغيل الأول البرتغالية: Miguel I       | 1834-1828           | ابن جواو السادس                                                               | بيت براغانزا         |        |
| فرناندو الثاني البرتغالية: Fernando II | 1853-1837           | زوج ماريا الثانية أي ملك مشترك                                                | بيت ساكس كوبرغ وغوتا |        |

## أسرة براغانزا-ساكس كوبرغ وغوتا (1910-1853)
تزوج الملكة ماريا الثانية لمرة الثانية من أمير ساكس كوبرغ وغوتا فرديناند واستطعت انجاب منه وهكذا أصبح فرديناند ملكاً للبرتغال تحت مسمى فرناندو الثاني واصبح ابنهما الوليد الأمير الملكي للبرتغال ودوق براغانزا وأمير بيرا.
أصبح الأمير الملكي للبرتغال ملكاً على البرتغال بعد وفاة الملكة بحيث تم إبطال الملكية المشتركة عند فرناندو بحيث تولى هو الوصاية على ابنه حتى عام 1866 ثم عاش في عزلة عن العرش حتى وفاته وإما بيدرو أصبح ملك قادر على الحكم بعد انتهى الوصاية إلا أنه توفى في مبدأ حكمه دون وريث، فتولى من بعده أخوه لويس الأول الذي تزوج من أميرة الإيطالية ماريا بيا من سافوي وانجابا كارلوس الأول ملك البرتغال الذي ألغاء مشروع الخريطة الوردية بسبب الأنذار البريطاني حيث هذا المشروع يعترض طريقهم فقام كارلوس بإلغاء المشروع ولكن الجمهوريين لم يعجبوا بهذا القرار فقاموا بزعزعت البلاد بثوراتهم وانقلاباتهم إلى أن تم إغتيال العائلة المالكة في 1908 فتوفى الملك فوراً وبعد دقائق توفى الأمير الملكي وأصيب دوق بيجا في ذراعه وخرجت الملكة سليمة وبعدها أصبح دوق بيجا هو ملك لمدة عامين وعين عمه ألفونسو أمير الملكي، وفي أواخر عام 1910 قامت ثورة 5 أكتوبر وتم أطيح بملك البرتغال الذي أصبح يحكم البلاد وبمستعمراتها لمدة ثمانية قرون تقربياً، وبدأ فصل جديدة في تاريخ البرتغال، ولكن الملك المخلوع مانويل الثاني أصبح يطلب بالعرش البرتغالي في المنفى إنجلترا حتى وفاته 1932 بحيث تم تمرير الإدعياء إلى الميغيلية الأسرة المنفية منذ عام 1834 وهي أحد أحد أعضاء آل براغانزا ولكن الحكومة الحالية تعترف بهم ليس كـ صفة ملك بل بصفة دوق براغانزا فقط.
| الأسم                               | تولى العرش | ملاحظة                            | البيت الملكي                  | الصورة |
| ----------------------------------- | ---------- | --------------------------------- | ----------------------------- | ------ |
| بيدرو الخامس البرتغالية: Pedro V    | 1861-1853  | ابن ماريا الثانية وفرناندو الثاني | بيت براغانزا-ساكس كوبرغ وغوتا |        |
| لويس الأول البرتغالية: Luís I       | 1889-1861  | ابن ماريا الثانية وفرناندو الثاني | بيت براغانزا-ساكس كوبرغ وغوتا |        |
| كارلوس الأول البرتغالية: Carlos I   | 1908-1889  | ابن لويس الأول                    | بيت براغانزا-ساكس كوبرغ وغوتا |        |
| مانويل الثاني البرتغالية: Manuel II | 1910-1908  | ابن كارلوس الأول                  | بيت براغانزا-ساكس كوبرغ وغوتا |        |

## التراث والتركة
ملك البرتغال يعتبر أول ملك يحتل مناطق خارج أوروبا حديثاً بحيث بدأت الإستعمار الأوروبي للعالم من تلك اللحظة في عام 1415 ثم بدأو ملوك البرتغال في تغول دخل القارة الأفريقية وعبروا البحار بحيث شقوا لها طريقة تجارتهم، كانوا ملوك البرتغال بين عامي 1415-1598 من أعظم ملوك البرتغال على الأطلاق بحيث نجحوا في تكوين الإمبراطورية مترامة الأطراف تمتد من ماكاو شرقاً حتى البرازيل غرباً وتشكل الآن 53 دولة مستقلة، بحيث تبلغ مساحتها خسمة عشر مليون كليومتر مربع تقريباً وكان ملك البرتغال من أغنى ملوك أوروبا والعالم بسبب التجارة البحرية القادمة من مستعمرات الهندية والإسيوية، قام ملك البرتغال بتقسيم العالم مع إمبراطورية الوليدة «إسبانيا»، وضعفت الدولة بوفاة سبستيان الأول في عام 1578 بانهيار الدولة عسكرياً ومادياً ومعنوياً ودخولها في آتحاد مع إسبانيا مما ساعد أكثر في ارهقها مادياً وخسرت كثير من مستعمراتها الشرقية لصالح الهولنديين وإنجليز والفرنسيين وكذلك لقيت تهديد في الغرب ولكنه تم القضاء عليه عندما أعلن ملك البرتغال استقلاله عام 1640 كان له ربع من أجمالي ما أحتلت في الشرق هي (غوا، ماكاو، تيمور البرتغالية) وبذلك توجه أهتمام ملك البرتغال نحو البرازيل واستطاعت أن تعيد مجد 1415-1578 لكن لم يصل إلى ذلك الحد كثيراً، تعرض ملك البرتغال لهروب إلى البرازيل وإدراة شؤون المملكة من هناك وكانت هذه الحالة الوحيدة في أوروبا الإستعمارية، ولكن رجع عليها في عام 1821 ويتعرض بعدها إلى أكبر صاعقة منذ الأستقلال عام 1640 هي خسارة البرازيل رفض اعتراف بها ولكن حلفائه أجبره إلى اعتراف في عام 1825، في عام 1889 أعلن ملك البرتغال مشروع الخريطة الوردية لربط مستعمرتا أنغولا وموزمبيق رحب به كافة البرتغاليين بما فيهم الجمهوريين ولكن المعارضة كانت هذه مرة من الخارج إذ رفض أكبر حلفاء البرتغال وهم البريطانيين بتحذير لهم 1891 وبهذا إلغى ملك البرتغال المشروع ولكن الجمهوريين لم يؤيدوا قرار الملك بحيث دبروا اغتياله في 1908 وبإطاحة بأخرهم في عام 1910، ترك ملك البرتغال وراءه إمبراطورية تشمل (غوا وتيمور البرتغالية وأنغولا وموزمبيق وماكاو والرأس الأخضر وساو تومي وبرينسيب) حافظوا الجمهوريين على ما تبقى من أرث ملك البرتغال حيث أنهم دخلوا الحرب العالمية الأولى بمجرد تهديد الألمان باحتلال موزمبيق، ولكن بعد الحرب العالمية الثانية استفاقت الشعوب المحتلة من نومها وبدأت تطالب باستقلالهم ولكن ديكتاتور البرتغال أنطونيو سالازار رفض تأييد الفكرة ودخل معهم في حروب، ولكن مع ثورة 1974 حتى 1999 تغيرت سياسة البرتغال نحو المستعمرات بحيث تم اعطى استقلال لجميع مستعمرات خارج البر الرئيسي ماعدا جرز ماديرا وجرز الأزور.